# Al-Tersana Trípoli
El Attersana Tripoli es un equipo de fútbol de Libia que milita en la Primera División de Libia, la segunda liga de fútbol más importante del país.

## Historia
Fue fundado en el año 1954 en el distrito de Souq al Jum'aa, en la capital Trípoli naciendo producto de la popularidad del fútbol en la capital para competir a primer nivel en Libia, aunque también crearon equipos en disciplinas como el boxeo, donde han tenido campeones nacionales en varias ocasiones.
Fue fundado con el nombre Alhilal Tripoli por los jóvenes de Souq al Jum'aa. En la década de los años 1970, el Alhilal Tripoli se fusionó con el Attersana para crear al Attersana Sporting, Social & Cultural Club, aunque el deporte donde más éxito han tenido es en el voleibol. Nunca ha sido campeón de liga ni ha ganado torneos de copa en Libia, aunque llegó a la final de este en el año 2009.
A nivel internacional ha participado en 1 torneo continental, en la Copa Confederación de la CAF 2010, donde fue eliminado en la Ronda Preliminar por el CR Belouizdad de Argelia.

## Palmarés
- Copa de Libia: 0
  - Finalista: 1

2009

## Participación en competiciones de la CAF
| Temporada | Torneo                       | Ronda      | Club          | Casa | Visita | Global |
| --------- | ---------------------------- | ---------- | ------------- | ---- | ------ | ------ |
| 2010      | Copa Confederación de la CAF | Preliminar | CR Belouizdad | 1-1  | 1-2    | 2-3    |